# Арунт (син на Демарат)
Вижте пояснителната страница за други личности с името Арунт.
Арунт Тарквиний (на латински: Aruns Tarquinius) е вторият син на Демарат от Коринт, който мигрира в етруския град Тарквиния през 7 век пр.н.е. Арунт умира преди баща си и оставя бременна съпруга. Демарат, който умира малко след това без да знае, че ще има внук не оставя никакво наследство за него. Синът роден след смъртта му се казва Егерий Тарквиний и е баща на Луций Тарквиний Колатин – съпруг на Лукреция. Неговият брат Лукумон, бъдещ цар на Рим наследява цялото богатство на баща им.
Синът му Егерий е първи братовчед на Тарквиния – съпруга на Марк Юний Брут, баща на Луций Юний Брут (който е един от основателите на Римската република).